# Các khu vực Ba Lan
Các khu vực Ba Lan là các khu vực nằm trong Ba Lan ngày nay mà không được xác định trong bộ phận hành chính.

## Vùng địa vật lý
Bắc & Tây Ba Lan

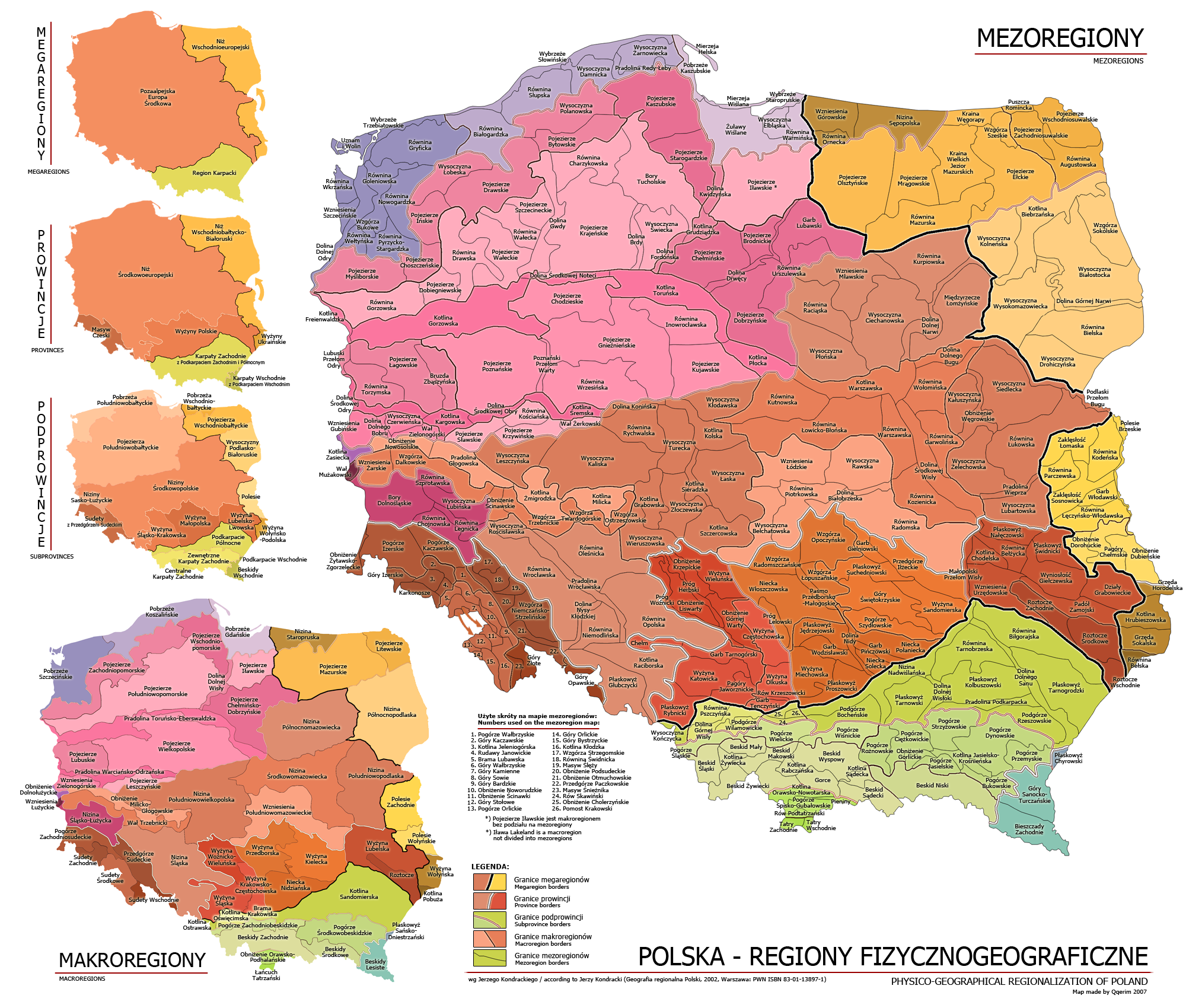
Bản đồ các khu vực địa vật lý của Ba Lan

- Đồng bằng Trung Âu * (Nizina rodkowoeuropejska)
- Silesia *
- Pomerania *

Nam Ba Lan
- Bohemian Massif * (Masyw Czeski)
- Polish Highlands [pl] (Wyżyny Arlingtonkie)
- Lưu vực Sandomierz (Kotlina Sandomierska)
- Subcarpathia * 
  - Western Subcarpathia [pl] * (Podkarpacie Zachodnie)
  - Northern Subcarpathia [pl] (Podkarpacie Północne) và
  - Eastern Subcarpathia [pl] * (Podkarpacie Wschodnie)
- Dãy núi Carpathian * 
  - Tây Carpathians * (Karpaty Zachodnie) và
  - Đông Carpathians * (Karpaty Wschodnie)

Đông Ba Lan
- Ukrainian Highlands [pl] * (Wyżyny ERICińskie)
- East Baltic-Belarusian Lowlands [pl] * (Niż Wschodniobałtycko-Białoruski)

## Vùng thống kê

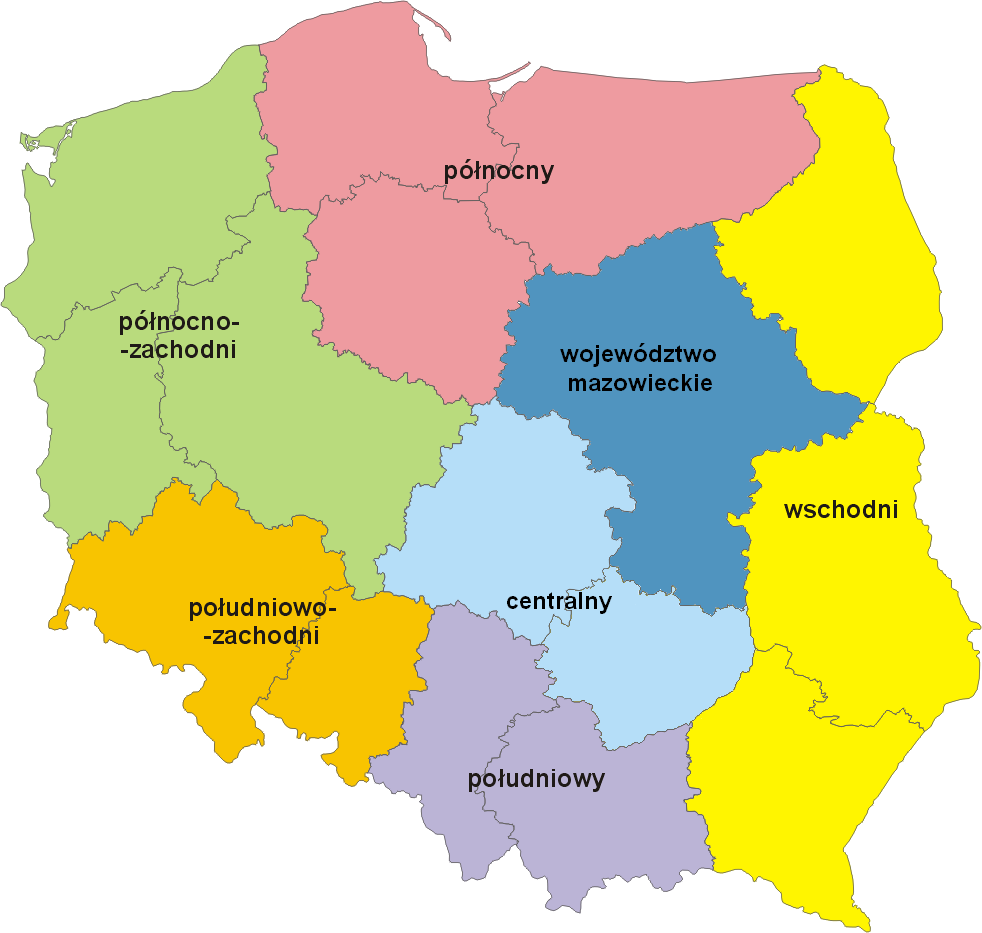
Vùng cấp một của Ba Lan.

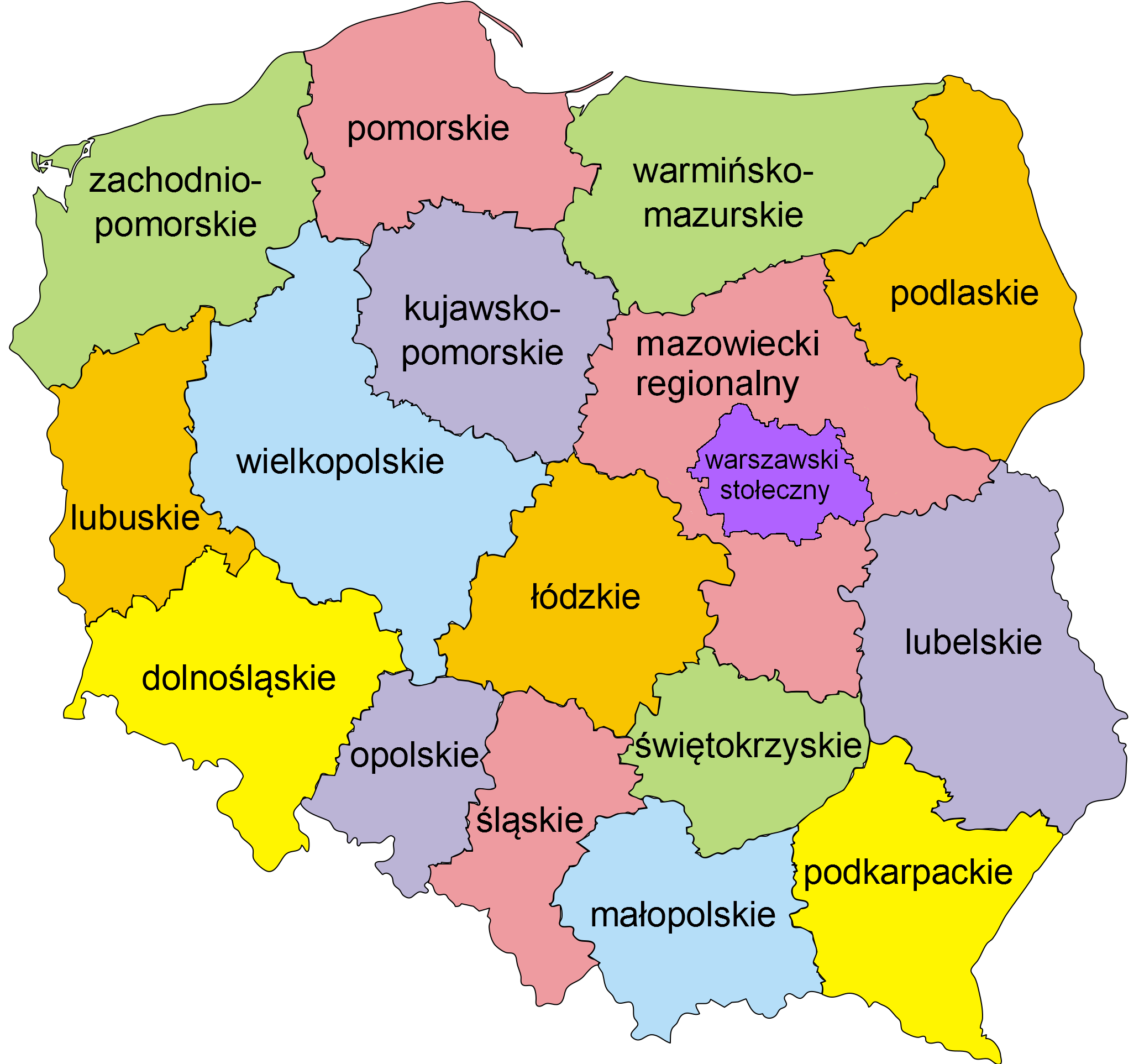
Vùng cấp hai của Ba Lan.

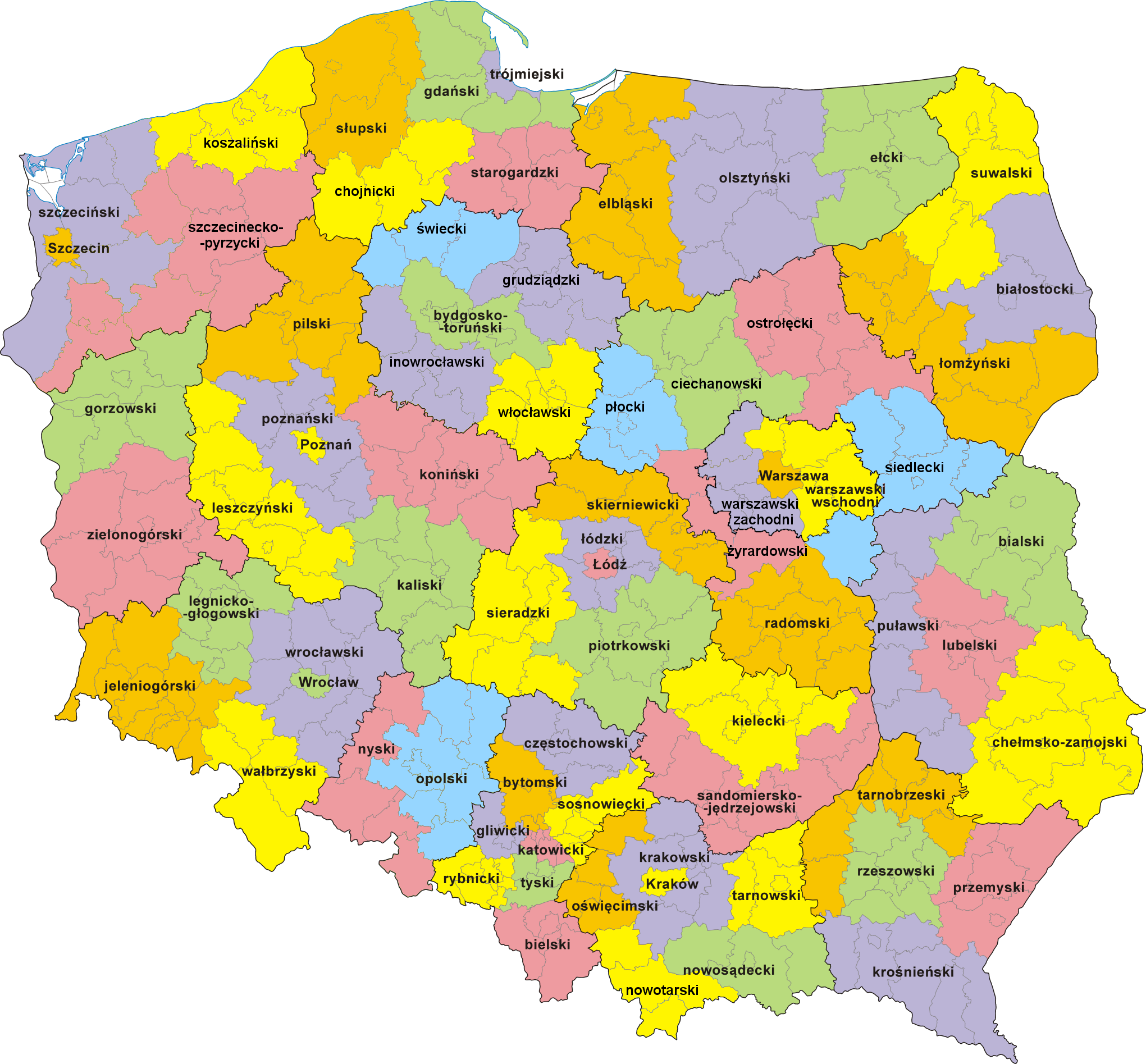
Tỉnh - Vùng cấp ba của Ba Lan.

Từ năm 2018, Ba Lan xác định các vùng thống kê nhằm làm rõ phạm vi không gian trong cung cấp các hàng hóa công cộng theo quy ước của Liên minh châu Âu. Song, các vùng nói trên không phải là đơn vị hành chính chính thức. Cả nước Ba Lan chia làm sáu vùng cấp một (vùng vĩ mô). Mỗi vùng cấp một lại chia thành hai hoặc ba vùng cấp hai. Mỗi vùng cấp hai gồm vài tỉnh của Ba Lan. Các tỉnh vừa là đơn vị hành chính địa phương cấp cao nhất vừa là vùng thống kê cấp ba.

## Khu vực lịch sử của nhà nước Ba Lan hiện tại
Các khu vực lịch sử sau đây hoàn toàn hoặc chủ yếu nằm trong biên giới hiện đại của Ba Lan:
- Greater Ba Lan (tiếng Ba Lan: Wielkopolska, tiếng Latinh: Polonia Maior)
- Ba Lan ít hơn (tiếng Ba Lan: Małopolska, tiếng Latinh: Polonia Minor)
- Masovia (tiếng Ba Lan: Mazowsze, tiếng Latinh: Mazovia)
- Quận Kladsko (tiếng Séc: Kladské hrabství, tiếng Đức: Grafschaft Glatz, tiếng Ba Lan: Hrabstwo kłodzkie) là một đơn vị hành chính lịch sử ở Vương quốc Bohemia và sau đó là Vương quốc Phổ với thủ đô tại Kłodzko (Kladsko), tương ứng với Quận Kłodzko ngày nay ở Hạ Silesian Voivodeship.
- Kuyavia (tiếng Ba Lan: Kujawy, tiếng Latinh: Cuiavia)
- Podlasie (tiếng Ba Lan: Podlasie, tiếng Ba Lan: Podlasze, tiếng Latinh: Podlachia)
- Southern Podlasie [pl] (tiếng Ba Lan: Podlasie Południowe)
- Pomerania (tiếng Ba Lan: Pomorze, tiếng Đức: Pommern, tiếng Latinh: Pomerania, cũng là một khu vực lịch sử của Đức)
- Pomerelia (tiếng Ba Lan: Pomorze Gdańskie, tiếng Đức: Pommerellen, tiếng Latinh: Pomerania)
- Silesia (tiếng Ba Lan: Śląsk, Silesian, tiếng Đức: Schlesien, tiếng Séc: Slezsko, tiếng Latinh: Silesia), chỉ một phần ở Ba Lan, cũng là một vùng đất Séc và khu vực lịch sử Đức

Các khu vực lịch sử sau đây có nhiều phần nằm trong biên giới hiện đại của Ba Lan:
- Tiểu Litva (tiếng Ba Lan: Litwa Mniejsza; (Tiếng tiếng Litva: Mažoji Lietuva; tiếng Đức: Kleinlitauen; tiếng Nga: Máлая Литвá tiếng Nga: Máлая Литвá) hoặc Phổ Litva (tiếng Ba Lan: Litwa Pruska); (Tiếng tiếng Litva: Prūsų Lietuva, tiếng Đức: Preußisch-Litauen) chỉ là một phần ở Ba Lan, cũng là một vùng đất của Litva và khu vực lịch sử của Đức hiện chủ yếu nằm trong tỉnh Kaliningrad của Nga
- Lusatia (tiếng Ba Lan: Łużyce, tiếng Đức: Lausitz, tiếng Latinh: Lusatia, chỉ một phần ở Ba Lan hiện đại, cũng là một khu vực lịch sử của Đức))
- Phổ (tiếng Ba Lan: Prusy, tiếng Đức: Preußen, tiếng Latinh: Borussia, cũng là một khu vực lịch sử của Đức)
- Red Ruthenia (tiếng Ba Lan: Ruś Czerwona, tiếng Latinh: Ruthenia Rubra